# Fronte Patriottico Nazionale Indipendente della Liberia
Il Fronte Patriottico Nazionale Indipendente della Liberia (in Inglese: Independent National Patriotic Front of Liberia) è stata un'organizzazione politica e militare liberiana fondata da Prince Johnson nel 1989 da una scissione dal NPFL di Charles Taylor.
L'organizzazione combatté nei primi anni della Prima guerra civile liberiana partecipando anche all'esecuzione dell'ex Presidente Liberiano Samuel Doe ed infine si sciolse nel 1992.